# 세실리아 프레이레
세실리아 프레이레(Cecilia Freire, 1981년 11월 17일 ~ )는 스페인의 배우이다.